# 孙渣
孙渣（1983年12月7日—），中国大陆漫画家，上海人，后移居至四川成都，代表作是网络漫画《超有病》。其漫画作品以诙谐的故事来讽刺时弊，但由于题材内容尺度较大，因此常常招致實行網路審查的中國網路站點管理方刪除。另有一说是由于和新浪微博产生了大量矛盾所致，因为孙渣所有的漫画仍然在正常且合法的售卖、连载和出版。2017年9月，他的新浪微博帐号被官方删号。后其粉丝开新浪微博搬运账号@孙三查，但于2017年10月15日凌晨再次发现被删号，目前于bilibili和网易博客LOFTER中开设新号@孙渣。

## 创作经历
孙渣在接受专访时称自己从初中时开始画漫画，曾向《卡通王》投稿过单幅作品但没有回信，直到中等专业学校毕业后进行第四次投稿才成功。。其个人回应补充了其投稿于《卡通王》杂志的单幅作品也并非严格意义上的漫画投稿，并称自己当时尚未开始创作商业稿件。
2012年，孙渣签约于新浪微漫画，开始连载作品集《超有病》。 2015年，孙渣与大角虫漫画签约。

## 相关作品

### 连载作品
| 作品名称           | 连载地点   | 连载状态             |
| ------------------ | ---------- | -------------------- |
| 《P眼修仙》        | 新浪微博   | 连载中               |
| 《民工勇者》       | 大角虫漫画 | 已完結               |
| 《超脑洞》         | 大角虫漫画 | 连载中               |
| 《超有病》         | 新浪微漫画 | 因审查原因被下架删除 |
| 《天朝城管伏魔录》 | 纸质出版物 | 已完结               |

### 同人志
- 《基龙》
- 《器官姬》
- 《上海热恋》
- 《战网魔》
- 《绿坝娘在看着你》（担任主催）
- 《天朝城管伏魔录》
- 《9c娘和她的伙伴们》
- 《朝云春梦想》
- 《实用乳牛养殖技术》（部分角色）

### 短篇作品
- 《中国动漫和四个爸爸》
- 《好人故事》
- 《老王》